# Xã Eagle, Quận Pike, Arkansas
Xã Eagle (tiếng Anh: Eagle Township) là một xã thuộc quận Pike, tiểu bang Arkansas, Hoa Kỳ. Năm 2010, dân số của xã này là 285 người.